# 蒙图伊里
蒙图伊里（西班牙語：Montuiri）是西班牙巴利阿里群岛的一个市镇。总面积41平方公里，总人口2344人（2001年），人口密度57人/平方公里。